# Phyllastrephus leucolepis
Phyllastrephus leucolepis е вид птица от семейство Pycnonotidae. Видът е критично застрашен от изчезване.

## Разпространение
Видът е разпространен в Либерия.